# Crunchyroll
Pour la filiale européenne, anciennement connue VIZ Media Europe, voir Crunchyroll SAS.
Crunchyroll est un service de vidéo à la demande américain par abonnement appartenant à Sony Corporation. Le service distribue principalement des films et des séries télévisées produits par des médias d'Asie de l'Est, y compris des dessins animés japonais. Crunchyroll édite également des mangas et des jeux mobiles. Lancé mi-2006 par un groupe d'étudiants diplômés de l'Université de Californie à Berkeley en 2006, les services de Crunchyroll se sont progressivement développés pour compter plus de 100 millions d'utilisateurs enregistrés, répartis dans plus de 200 pays ou territoires à travers le monde, dont quatre millions d'utilisateurs abonnés.
Crunchyroll était une filiale d'Otter Media, appartenant à WarnerMedia, qui est une division d'AT&T ; en décembre 2020, un accord de vente est conclu avec Sony par l'intermédiaire de sa filiale Funimation Global Group à hauteur de 1,175 milliards de dollars américains (environ 972 millions d'euros),,. L'acquisition est confirmée le 9 août 2021.
Crunchyroll a des bureaux à San Francisco, Los Angeles, Tokyo, Chișinău, Paris, Berlin et Lausanne.

## Historique

### Les origines et la distribution illégale
La création de Crunchyroll tourne autour de Kun Gao et de ses trois amis James Lin, Brandon Ooi et Vu Nguyen, faisant partie du programme d'ingénierie électronique et d'informatique de l'Université de Californie à Berkeley. Le quatuor a lancé le site en 2006 en tant que site de partage vidéo à but lucratif spécialisé dans l'hébergement des contenus est-asiatiques, dont une partie du contenu hébergé comprenait des fansub de séries et d'émissions est-asiatiques, hébergés illégalement sans la permission des auteurs d'origine. La plateforme est nommée d'après un makizushi fouré avec une pâte de tempura croustillante.
En 2008, Crunchyroll a obtenu un investissement en capital de 4,05 millions de dollars auprès de la société de capital risque Venrock (en). L'investissement a suscité des critiques de la part des éditeurs et concédants de licences d'animes Bandai Entertainment et Funimation puisque le site continuait à permettre aux utilisateurs de téléverser des copies illégales de titres édités.

### Transition vers la distribution légale et expansion à l'étranger
Toutefois, au moyen de cet investissement, Crunchyroll s'implante directement au Japon avec la création de Crunchyroll K.K. (クランチロール株式会社) durant la même année. Cela marque une étape dans la transition de la société vers la distribution légale en étant en contact direct avec « un certain nombre d'entreprises japonaises ». La société parvient ainsi à conclure des accords de distribution légale avec des sociétés, dont Gonzo, pour un nombre croissant de titres ; le 8 janvier 2009, après avoir annoncé un accord avec TV Tokyo pour héberger des épisodes de Naruto Shippuden, Crunchyroll a déclaré qu'elle était résolue à supprimer tous les éléments violant le droit d'auteur de son site et à héberger uniquement les contenus sur lequel il avait des droits de distribution légitimes.
En 2010, Crunchyroll a annoncé son acquisition des droits nord-américain des DVD de 5 centimètres par seconde ; ce fut la première sortie DVD sous licence Crunchyroll.
En avril 2012, Crunchyroll étend son service dans les pays hispanophones d'Amérique, suivies des versions portugaises pour le Brésil en novembre 2012 et le Portugal en mai 2013,.
Elle fournit à partir de juin 2012 une plateforme technique à Genzai, le site de simulcast francophone appartenant à Kana Home Video,. À la suite de la fusion de ce dernier avec KZPlay afin de créer une plateforme unique nommée Anime Digital Network, Crunchyroll annonce son arrivée sur le marché francophone en octobre 2013. Durant cette même période, un partenariat avec Kōdansha est trouvé pour distribuer en version numérique plusieurs titres manga de l'éditeur japonais dans 170 pays à travers son service Crunchyroll Manga (en).
En décembre 2013, la plateforme a élargi son service pour les pays germanophones. Crunchyroll agrandit sa disponibilité géographique avec la mise en service d'une version en arabe vers 2014, une version italienne en septembre 2015, puis un dernier développement vers les régions russophones à la fin de 2017. 

### Propriété de groupe Chernin
Le 2 décembre 2013, The Chernin Group, société holding de Peter Chernin, a annoncé qu'il avait acquis une participation majoritaire dans Crunchyroll, dont la transaction est estimée de près de 100 millions de dollars. The Chernin Group a déclaré que la direction de Crunchyroll et l'investisseur actuel, qu'est la TV Tokyo, conserveraient une participation « importante » dans la société,.
En avril 2014, le site annonce un partenariat avec Fuji TV afin de proposer un catalogue de drama. Le 22 avril, AT&T et The Chernin Group ont annoncé la création d'une coentreprise visant l'acquisition, l'investissement et le lancement de services par contournement de vidéos. Les deux entreprises ont investi plus de 500 millions de dollars dans le financement de l'entreprise. La nouvelle société a été nommée Otter Media (en) et est devenue la propriétaire majoritaire de Crunchyroll. En août 2015, Variety indique qu'Otter Media est sur le point de présenter Ellation, une nouvelle société de portage salarial pour ses services vidéo sur abonnement dont Crunchyroll. Les services d'Ellation inclus VRV, une plateforme lancée en 2016 décrite comme ciblant les « geeks, les joueurs et les amoureux de la comédie, de la fantaisie et de la technologie »,.
En octobre 2015, Anime News Network a rapporté que Crunchyroll comptait 700 000 utilisateurs abonnés. Par ailleurs, le site d'actualité a également annoncé que la société et Sumitomo Corporation ont créé une coentreprise pour produire et investir dans des productions d'animes,.
Le 11 avril 2016, Crunchyroll et Kadokawa Corporation ont annoncé la formation d'une alliance stratégique accordant à Crunchyroll des droits exclusifs de distribution numérique mondiale, hormis l'Asie, pour les animes de Kadokawa au cours de la prochaine année. Ce partenariat accorde également à Crunchyroll le droit de cofinancer les futures œuvres de Kadokawa.

### Partenariat avec Funimation et l'essor des sorties vidéos
Le 1er juillet 2016, Crunchyroll a annoncé son intention de doubler et de publier un certain nombre de séries en Amérique du Nord. En septembre de la même année, un partenariat est conclu entre Crunchyroll et Funimation ; de ce fait, cela permet à Crunchyroll de diffuser des titres sélectionnés de Funimation et vice-versa, ainsi que leur contenu doublé en anglais. En outre, Funimation et Universal Pictures Home Entertainment sont chargés de la distribution du catalogue vidéo de Crunchyroll. Le 18 octobre 2018, Funimation annonce qu'elle met fin à son partenariat avec Crunchyroll à la suite de son acquisition par Sony Pictures Television et du rachat par AT&T de la société mère de Crunchyroll, Otter Media.
Le 9 février 2017, Crunchyroll a révélé avoir atteint un million d'utilisateurs abonnés. Un autre partenariat est arrangé en juillet 2017 entre la société et NBCUniversal Entertainment Japan pour coproduire des animes,.
Le 4 novembre 2017, un groupe de pirates informatiques a réussi à manipuler le DNS du site officiel pendant près de six heures. Les utilisateurs ont été redirigés vers un faux site de recherche qui les a incité à télécharger un ransomware sous l'apparence d'un logiciel de visionnage nommé « CrunchyViewer », bien qu'aucun accident n'ait été signalé.

### Propriété de WarnerMedia et les productions internes
En janvier 2018, Crunchyroll est désormais entièrement détenue par Otter Media qui a racheté les parts restantes (de 20%) à TV Tokyo et d'autres investisseurs. En août 2018, AT&T obtient également la totalité des actifs d'Otter Media en acquérant les parts restantes détenues par Chernin Group ; Otter Media et Crunchyroll sont ensuite intégrées dans sa filiale WarnerMedia (anciennement Time Warner, dont AT&T avait également récemment réalisé une acquisition).
Au cours de l'année, Ellation annonce aussi l'expansion de la plateforme dans le contenu original avec la série d'animation High Guardian Spice, initialement prévu pour 2019 et produite par Ellation Studios, la nouvelle division de la société spécialisée dans la création de contenu original d'animation,. En octobre 2018, il a été annoncé que HIDIVE remplacera Funimation après la fin de son partenariat avec Crunchyroll, le 9 novembre de la même année. Ellation révèle au passage que Crunchyroll a dépassé les deux millions d'abonnés payants au cours de ce mois-là.
En décembre 2018, il a été indiqué que le cofondateur de Crunchyroll, Kun Gao, a démissionné de son poste de directeur général mais continuera à servir de conseiller ; il est remplacé par Joanne Waage, ancienne PDG de Viki.
Dans le cadre d'une réorganisation annoncée en mars 2019, Otter Media est placée sous le contrôle de Warner Bros. en étant regroupé avec Cartoon Network, Adult Swim et Boomerang. À la suite de cela, les nouvelles sociétés sœurs Adult Swim et Crunchyroll ont présenté leur partenariat dans la programmation de Toonami avec un accord de distribution de leurs contenus. En raison d'une réorganisation ultérieure, Crunchyroll a été transféré sous WarnerMedia Entertainment (propriétaire de réseaux tels que TBS et TNT) en mai 2019, afin que son directeur de l'exploitation puisse superviser un prochain service de streaming de divertissement de la marque.
Le 3 juillet 2019, Crunchyroll a annoncé la signature d'un partenariat avec VIZ Media afin de distribuer physiquement et numériquement une sélection de séries détenues par Crunchyroll aux États-Unis et au Canada. Un même partenariat est conclu avec Sentai Filmworks le 5 septembre 2020, les premiers titres étant Granbelm (en), Food Wars!: Shokugeki no Soma: The Fourth Plate, Ascendance of a Bookworm et World Trigger.
Le 20 juillet 2019, la société de production australienne indépendante Glitch Productions a annoncé qu'elle s'était associée à Crunchyroll pour produire leur série originale sur YouTube, Meta Runner.
Le 6 septembre 2019, la société a indiqué qu'elle est devenue l'investisseur majoritaire du groupe VIZ Media Europe (VME),. Crunchyroll a finalisé cet accord le 4 décembre 2019, et est officiellement devenu l'actionnaire majoritaire de VME et a nommé l'ancien président de VME, John Easum, à la tête de Crunchyroll EMEA,.
Le 15 octobre 2019, Crunchyroll s'associe avec la plateforme de webtoon de Naver, Line Webtoon (en), pour produire des adaptations de ses séries,. Le 25 février 2020, Crunchyroll a annoncé une liste de plusieurs programmes sous sa nouvelle marque Crunchyroll Originals, y compris des adaptations animes des webtoons Tower of God, The God of High School et Noblesse,.
En avril 2020, la société annonce le renommage de VIZ Media Europe en Crunchyroll SAS, les anciennes marques de VME (Kazé, Anime on Demand (de), Anime Digital Network et Eye See Movies) devenant les marques Crunchyroll, ; à la même occasion, la filiale suisse VIZ Media Switzerland (de) est aussi renommée en Crunchyroll SA,. Au cours de ces renommages, un processus de restructuration de l'organisation a également eu lieu, Ellation se renommant Crunchyroll et transférant sa succursale moldave, ayant gardée l'appellation Ellation, à Crunchyroll SAS. VRV devient aussi une marque de Crunchyroll.
Sur plus de 70 millions d'utilisateurs enregistrés fin juillet 2020, la plateforme a dépassé les trois millions d'utilisateurs abonnés,.

### Rachat par Sony
Le 12 août 2020, The Information (en) a rapporté qu'AT&T était en discussion avec Sony, la société mère de Funimation, afin de vendre Crunchyroll pour 1,5 milliard de dollars, d'après « trois personnes familières avec la situation »,. Selon Variety, le montant initial de la vente serait en réalité d'un milliard de dollars et la plateforme aurait été proposée à d'autres potentiels acheteurs en plus du groupe japonais. Fin octobre 2020, la transaction serait en finalisation pour un montant de 100 milliards de yens (soit environ 818 millions d'euros).
Le 9 décembre 2020, un accord est finalisé entre AT&T et Funimation Global Group (appartenant à Sony Pictures Television et Aniplex) annonçant officiellement le rachat de Crunchyroll pour un montant de 1,175 milliard de dollars américains (l'équivalent d'à peu près 972 millions d'euros), ; la transaction sera réalisée après la validation des autorités compétentes. Cette acquisition est considérée comme une consolidation majeure des droits de distribution mondiaux d'animes en dehors de l'Asie de l'Est,. Le 24 mars 2021, le département de la Justice des États-Unis décide de prolonger son enquête antitrust pour « déterminer si l'accord donnerait à Sony la domination du streaming d'anime » et si cela « donnerait aux studios d'animation japonais moins d'options pour distribuer des séries aux États-Unis »,.
En février 2021, la plateforme comptabilise quatre millions d'utilisateurs abonnés sur plus de 100 millions d'utilisateurs enregistrés.
Le 1er mars 2022, une fusion des contenus des plateformes Wakanim, Funimation et Crunchyroll vers cette dernière est annoncée, avec une migration progressive du contenu. Les séries en cours finissent alors leur diffusion sur Funimation et Wakanim, tandis que les nouvelles séries après le 1er avril sont diffusées exclusivement sur Crunchyroll.
Le 1er juin 2022, Crunchyroll annonce le remplacement de la marque Kazé et ses labels manga et anime par Crunchyroll. Ce changement de marque est effectif au 1er octobre 2022, avec une refonte de la charte graphique.
Le 27 juillet 2022, Crunchyroll se sépare d'ADN, Média participations devenant actionnaire majoritaire.
En juillet 2025, l'éditeur HarperCollins annonce l'acquisition des activités d'édition manga de Crunchyroll en France et en Allemagne.

### Identité visuelle (logo)

Logo de 2006 à 2012.
Logo alternatif de 2006 à 2012.
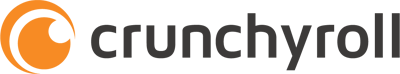
Logo de 2012 à 2018.
Logo alternatif de 2012 à 2018.
Logo de 2018 à 2024.
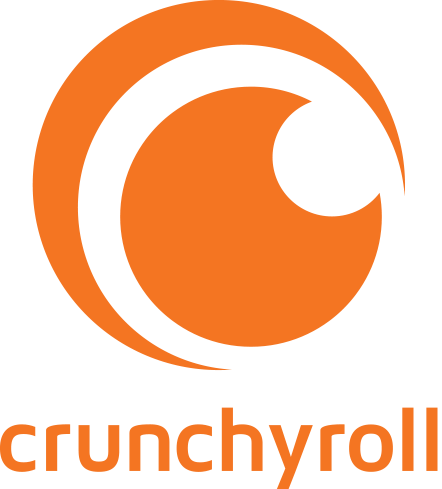
Logo alternatif de 2018 à 2024.
Logo depuis 2024.
Logo alternatif depuis 2024.

## Structure du groupe
- Crunchyroll
  - Crunchyroll Games, LLC
  - Crunchyroll Studios
  - VRV
  - Crunchyroll SAS (Crunchyroll EMEA)
    - Kazé
    - Anime Digital Network
    - Crunchyroll SA (de)
      - AV Visionen
      - Kazé Deutschland
        - Kazé Games

      - Anime on Demand (de)
      - Eye See Movies

    - Ellation (Moldavie)

## Fonctionnement
Crunchyroll est en partie financée par la publicité (freemium), où un utilisateur peut avoir accès à un contenu limité avec en contrepartie des publicités diffusées pendant la vidéo. La plateforme met aussi en avant des abonnements permettant la diffusion sans publicité de l'ensemble de son catalogue (variant tout de même selon géolocalisation de l'utilisateur, certains contenus étant bloqués selon les pays) et l'accès anticipé des épisodes des nouvelles séries diffusés en simulcast avec le Japon (les utilisateurs gratuits devant attendre une semaine). À l'origine, Crunchyroll présentait deux abonnements dits « Premium » et « Premium+ » dont les différences résidaient avec des avantages supplémentaires dans le service client. En août 2020, la plateforme remanie ses abonnements en trois offres, « Fan », « Mega Fan » et « Ultimate Fan » ; le niveau Fan correspond au précédent Premium, le Mega Fan ajoute le mode hors-ligne et le visionnement simultané à 4 appareils, tandis que le niveau Ultimate Fan (disponible uniquement dans les pays anglophones) étend le visionnement à 6 appareils et comprend d'autres avantages dans le service client.
Fin août 2018, Crunchyroll a annoncé que son nouveau lecteur HTML5 est en cours de déploiement pour remplacer le précédent lecteur Flash ; la mise à jour du lecteur vidéo est achevée fin septembre 2020.
En décembre 2014, le service est proposé sur la console Wii U puis sur les consoles PS4, PS3 et PS Vita pour l'Europe en août 2015.
En mars 2017, la plateforme a commencé à distribuer des animes à travers la plateforme Steam.
L'accès au service Crunchyroll Manga (en) est réservé aux utilisateurs abonnés. Le lecteur de celui-ci était aussi basé sur Flash avant son remplacement par le lecteur HTML5.

## Séries diffusées sur Crunchyroll en France

### Anime
- 86: Eighty-Six
- 91 Days
- A Centaur's Life
- Absolute Duo
- Ace Attorney
- Ace of Diamond
- A Couple of Cuckoos
- Active Raid
- Ai-Mai-Mi
- Aharen-san wa Hakarenai
- Ahiru no Sora
- Aho Girl
- Akashic Records of Bastard Magic Instructor
- Akuma no Riddle
- Alderamin on the Sky
- ΛLDNOΛH.ZERO
- Alice & Zōroku
- Amaama to Inazuma
- Amaim Warrior at the Borderline
- Ange Vierge
- Angels of Death
- Angolmois
- Anima Yell!
- Anime de Training!
- Anime de Wakaru Shinryûnaika
- Anne-Happy
- Ao Oni - The Animation
- Ascendance of a Bookworm
- Asobi asobase: workshop of fun
- Barakamon
- Berserk
- Between the Sky and Sea
- Big Order
- Black Bullet
- Black Clover
- Blade and Soul
- Bloodivores
- Bonjour Koiaji Pâtisserie
- Bono Bono
- Brave Witches
- Broken Blade
- Build Divide -#FFFFFF- Code White
- Bungo Stray Dogs
- Captain Earth
- Cerberus
- Cheating Craft
- Chronos Ruler
- Classroom of the Elite
- Conception: Ore no kodomo o undekure!
- Cute High Earth Defense Club Love!
- Danchigai
- Danna ga Nani o Itteiru ka Wakaranai Ken
- DD Hokuto no Ken Ichigo Aji
- Death March to The Parallel World Rhapsody
- Denki-gai no honya-san
- Diabolik Lovers
- Donyatsu
- Double Decker! Doug & Kirill
- DRAMAtical Murder
- Dream Festival!
- Elegant Yokai Apartment Life
- Etotama
- Evil or Live
- Fanfare of Adolescence
- Fate/Kaleid Liner Prisma Illya 2wei! Herz
- Fate/kaleid liner PRISMA ILLYA 3rei!!
- Flying Witch
- Fox Spirit Matchmaker
- Free
- Fudanshi Koko Seikatsu
- Fukigen na Mononokean
- Fushigina Somera-chan
- Fuun Ishin Dai Shogun
- Gakuen Handsome
- Galilei Donna
- Gabriel DropOut
- Gangsta.
- Garakowa: Restore the World
- Gatchaman Crowds
- GeGeGe no Kitarō
- Gifu Dodo!! Kanetsugu et Keiji
- Gingitsune
- Gintama
- Girl Friend Bêta
- Glasslip
- Gochūmon wa usagi desu ka?
- Golden Time
- Gugure! Kokkuri-san
- HackaDoll the Animation
- Hamatora
- HaNaYaMaTa
- Healer Girl
- Himegoto
- Himouto! Umaru-chan
- Hinamatsuri
- Hinomaru Sumo
- Hitori no Shita - The Outcast
- Hitsugi no Chaika
- Hōkago no Pleiades
- How Not to Summon a Demon Lord
- Hōzuki no reitetsu
- Hundred
- Hybrid x Heart Magias Academy Ataraxia
- Imoucho
- Imōto sae ireba ii.
- In Another World With My Smartphone
- Inferno Cop
- Inō-Battle wa nichijō-kei no naka de
- Inugami-san to Nekoyama-san
- Island
- Isuca
- JK-Meshi
- JoJo's Bizarre Adventure
- Joker Game (ja)
- Jūni Taisen
- Jingai-san no Yome
- KADO: The Right Answer
- Kaguya-sama: Love is War
- Kagewani
- Kaijū Girls
- Kaitō Joker
- Kamigami no Asobi
- Kanojo mo Kanojo
- Kanojo to Kanojo no Neko -Everything Flows-
- Kantai Collection - KanColle
- Karen Senki
- Keijo!!!!!!!!
- Kenzen Robo Daimidaler
- Keppeki Danshi! Aoyama-kun
- Kiitarō Shōnen no Yōkai Enikki
- Kin-iro Mosaic
- Kitakubu Katsudou Kiroku
- Komori-san wa Kotowarenai!
- Konbini Kareshi
- Kono Danshi, Mahō ga Oshigoto desu
- Kyousougiga
- Kyōto Teramachi Sanjō no Holmes
- Le Eden de la Grisaia
- Le Fruit de la Grisaia
- Le Labyrinthe de la Grisaia
- Le Requiem du roi des roses
- Les Insectes Mord-Fesses
- Little Busters!
- Locodol
- Lostorage Incited Wixoss
- Love All Play
- Love Lab
- Love Live! School Idol Project
- Love Stage!!
- Lovely Muuuuuuuco!
- Love Tyrant
- Madan no ō to Vanadis
- Magia Record: Puella Magi Madoka Magica Side Story
- Magic-kyun! Renaissane
- Magical Girl Raising Project
- Magical Girl Boy
- Mahjong Soul Pon☆
- Mahō Shōjo Nante mō iidesu kara
- Mahō Shōjo? Naria Girls
- Mangaka-san to Assistant-san to
- Masamune-kun's Revenge
- Mayoiga - The Lost Village
- Mekaku City Actors
- Military!
- Million Doll
- Milpom
- Miss Bernard Said
- Miss Monochrome
- Mob Psycho 100
- Mobile Fighter G Gundam
- Mobile Suit Gundam: Iron-Blooded Orphans
- Mobile Suit Gundam Unicorn
- Mobile Suit Gundam: The Witch from Mercury
- Moi, quand je me réincarne en Slime
- Mon histoire
- Monster musume no iru nichijō
- Monster Strike
- Mr. Tonegawa: Middle Management Blues
- Ms. Vampire who lives in my neighborhood.
- Muhyo et Rōjî, bureau d'investigation des affaires paranormales
- Mushishi – Chroniques spéciales
- Mushishi : Zoku-Shō
- Myriad Colors Phantom World
- Nagi no Asukara
- Nameko-ke no Ichizoku
- Nanbaka
- Netsuzō Trap -NTR-
- New Game!
- Ninja Slayer from Animation
- No-Rin
- Nobunaga Concerto
- Nobunaga no Shonobi
- Non Non Biyori
- Noucome
- Nurse Witch Komugi R
- Nyanbo!
- Oda Nobuna no Yabō
- Ojisan and Marshmallow
- Okusama ga Seito Kaichō!
- Oneechan ga Kita
- Onsen Yosei Hakone-chan
- Orange
- Ore, Twin-Tail ni Narimasu.
- Orenchi no Furo Jijō
- Oshiete! Galko-chan
- Osomatsu-san
- Ōya-san wa Shishunki!!
- Ozmafia
- Pan de Piece!
- Parasite
- Persona 4: The Golden Animation
- Phantom in the Twilight
- Ping Pong
- Planet With
- Plastic Memories
- Pop Team Epic
- Power of Hope: Precure Full Bloom
- Punch Line
- Radiant
- Re:Zero kara hajimeru isekai seikatsu
- Reborn to Master the Blade: From Hero-King to Extraordinary Squire
- Recorder and Randsell Mi
- ReLIFE
- RErideD: Derrida, who leaps through time
- Restaurant to Another World
- Rokka no yūsha
- Rokujōma no Shinryakusha!?
- Run with the Wind
- RWBY
- Saenai Heroine no Sodatekata
- Saki
- Saki – Achiga-hen
- Saiyuki Reload Blast
- Science Fell in Love, So I Tried to Prove it
- School-Live! - Gakko Gurashi
- Schwarzes Marken
- Seiken Tsukai no World Break
- Seirei Tsukai no Blade Dance
- Sekko Boys
- Selector Infected Wixoss
- Selector Spread Wixoss
- Sengoku Choju Giga
- Sengoku Musō - Samurai Warriors
- Senki Zesshō Symphogear
- Seto no Hanayome
- Shadowverse
- Shakunetsu no Takkyu Musume
- Shin Atashinchi
- Shinryaku! Ika Musume
- Shinya! Tensai Bakabon
- Shirogane no Ishi Argevollen
- Shirokuma Café
- Shōnen Ashibe Go! Go! Goma-chan
- Shōnen Hollywood
- Shūmatsu no Izetta
- Shūmatsu nani shitemasu ka? Isogashii desu ka? Sukutte moratte ii desu ka?
- Skull-face Bookseller Honda-san
- Soul Buster
- Sound! Euphonium
- Space Bug
- Spy × Family
- Starlight Promises
- Strange+
- Super Lovers
- Super Sonico
- Tabimachi Lateshow
- Taboo Tattoo
- Tachibana-kan to rai anguru
- Tantei Team KZ Jiken Note
- Tenshi no 3P
- Terra Formars
- Tesagure Bukatsumono
- The Ancient Magus Bride
- The Perfect Insider
- The Testament of Sister New Devil
- Thunderbolt Fantasy
- To Be Hero
- To Be Heroine
- Tokyo ESP
- Tomodachi Game
- Tonari no Seki-kun
- Trapped in a Dating Sim: The World of Otome Games is Tough for Mobs
- Triage X
- Trinity Seven
- Tsuredure Children
- Tsugumomo
- Twin Star Exorcists
- Uchū Patrol Luluco
- Ulysses: Jeanne d'Arc and the Alchemist Knight
- Urawa no Usagi-chan
- Uta no Prince-sama
- Wagamama High Spec
- Wakaba Girl
- Wake Up, Girls!
- Walkure Romance
- White Album 2
- Wonder Momo
- Wonderful Precure!
- Wooser no sono higurashi
- World Fool News
- World Trigger
- Yama no Susume
- Yamada-kun and the Seven Witches
- Yamishibai
- Yona : Princesse de l'aube
- Yōjo Senki: Saga of Tanya the Evil
- Yu-sibu
- Yūki Yūna wa yūsha de aru
- Yuri!!! On Ice
- Yuri Kuma Arashi
- Yuru Yuri
- Zombie Land Saga
- Z/X Ignition

### Drama
- 101-kaime no Proposal
- 35-sai no Kōkōsei
- Akagi
- AnoHana
- Arifureta Kiseki
- Biblia Koshodō no Jiken Techō
- Death Note
- Dinner
- Dr. Kotō
- Frenemy
- Galileo
- Gokuaku Ganbo
- GTO (2014)
- GTO (2012)
- GTO Taiwan
- Hero 2014
- Iryû – Team Medical Dragon
- Itazura na Kiss - Love in Okinawa
- Itazura na Kiss - Love in Tokyo
- Itazura na Kiss 2 - Love in Tokyo
- Itsumo futari de
- Kaseifu no Mita
- Kōkō Nyushi
- Kokoro ga Pokitto ne
- Last Cinderella
- Liar Game
- Lost:Time:Life
- Mirai Nikki – Another World
- Mitsu no Aji - A Taste of Honey
- Nobunaga Concerto
- Onna Nobunaga
- Rebound
- Shomuni (Power Office Girls)
- Sunao ni Narenakute
- Sutekina Sen Taxi
- Switch Girl!!
- Taisetsu na koto wa subete kimi ga oshiete kureta
- Ultraman X

## Crunchyroll Expo

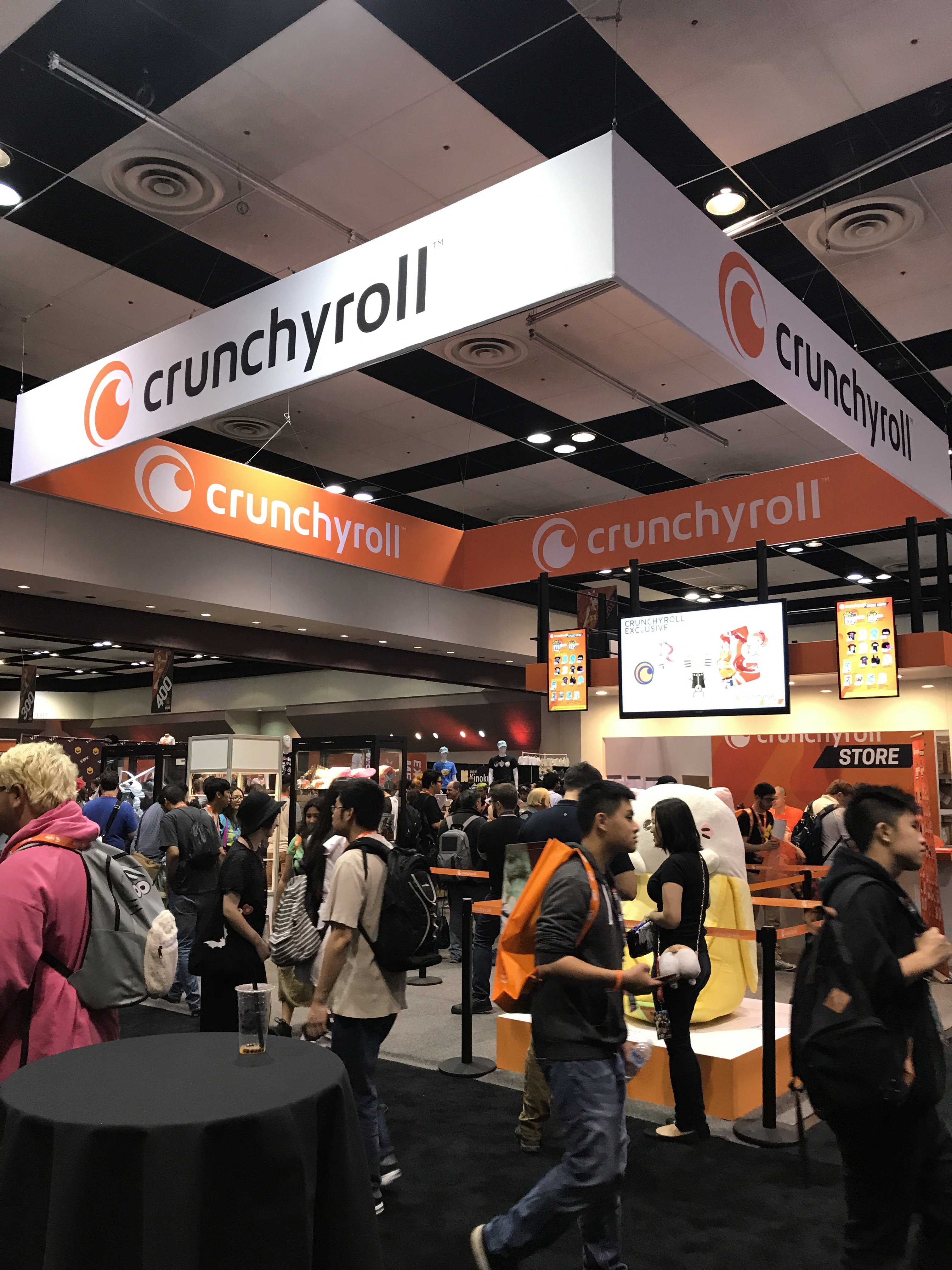
Le Crunchyroll Store au Crunchyroll Expo 2017.

En février 2017, Crunchyroll a créé la convention d'anime Crunchyroll Expo (CRX) avec le soutien organisationnel de Left Field Media. L'Expo d'inauguration s'est tenue au Santa Clara Convention Center (en) les 25 et 27 août, avec le chef d'équipe Dallas Middaugh notant qu'une grande partie des ventes de billets a eu lieu les dix jours précédant la convention. Parmi les invités spéciaux de l'Expo figuraient le créateur de Mes parrains sont magiques Butch Hartman, les seiyū Shun Horie (ja) et Hiromi Igarashi, l'illustrateur Yoshitaka Amano, le patineur artistique Johnny Weir, le mangaka Kore Yamazaki et l'auteur Keiichi Sigsawa,.
Pour l'édition de 2018, l'Expo a été déplacée au San Jose Convention Center (en) et s'est déroulé durant le week-end de la fête du Travail (du 1er au 3 septembre). La convention a vu 45 000 visiteurs passés par les portillons d'accès. Parmi les invités à la convention figuraient le créateur de Dragon Quest Yūji Horii, les comédiens de doublage Ryō Horikawa, Justin Briner, Luci Christian, Clifford Chapin et Colleen Clinkenbeard, et l'équipe de production de DARLING in the FRANXX.
Le Crunchyroll Expo 2019 a également eu lieu à San Jose du 30 août au 1er septembre et a reçu les avant-premières du film Black Fox (en) et de l'OAV Mob Psycho 100 II, tandis que Toei Animation a organisé une projection des films Dragon Ball Z : Baddack contre Freezer et Dragon Ball Z : Fusions,. Parmi les invités, figuraient le mangaka d'horreur Junji Itō ; les seiyū de 22/7 (ja) Sally Amaki, Kanae Shirosawa et Ruri Umino ; l'auteur de Food Wars! Yūto Tsukuda et l'artiste Shun Saeki ; et les membres de l'équipe de production de Zombie Land Saga, y compris les seiyū Kaede Hondo et Asami Tano, le compositeur Yasuharu Takanashi et le PDG de MAPPA Manabu Ōtsuka. Le groupe de rock FLOW, dont les chansons ont été présentées dans divers anime comme génériques d'ouverture, a organisé un concert le 30 août.
Crunchyroll s'est associé à Reedpop, un organisateur d'événements gérant notamment le New York Comic Con, pour organiser le Crunchyroll Expo à partir de 2020,. L'édition de 2020, initialement prévue du 4 au 6 septembre 2020, a été annulé en raison de la pandémie de Covid-19 aux États-Unis,.
L'édition de 2021 s'est déroulée en ligne du 6 au 8 août 2021,.
L'édition de 2022 est prévue du 5 au 7 août 2022.

## Anime Awards
Les Anime Awards, également connus sous le nom de Crunchyroll Anime Awards, sont une remise de prix pour élire les meilleurs anime de la précédente année. La première édition s'est déroulée en janvier 2017. Les juges établissent une courte liste dans différentes catégories et les votes du public pour les lauréats sont tenus en ligne.

### 2017
Le vote a eu lieu entre le 3 et le 10 janvier 2017. Les résultats ont été annoncés le 11 janvier 2017, à l'exception de la catégorie « Animé de l'année » (en anglais : Anime of the Year) qui a été annoncé le 28 janvier 2017,. Plus de 1,8 million de votes du monde entier ont été soumis, dont la majorité provient des États-Unis. En réponse aux plaintes concernant le truquage des votes, Crunchyroll a déclaré sur Twitter qu'« [ils] ont des méthodes anti-triche très efficaces qui [leur] donnaient des résultats conformes au véritable sentiment du public » et qu'« [ils] ont des moyens étonnamment complexes pour lutter contre le vote multiple qui ont fonctionné sur plusieurs tests »,,.
Les lauréats sont listés en premier, surlignés en gras, et indiqués avec un double obèle (‡).
| Édition de 2017 | Édition de 2017 |
| Animé de l'année (en anglais : Anime of the Year), | Héros de l'année (en anglais : Hero of the Year) |
| --- | --- |
| 1. Yuri on Ice ‡ 2. Mob Psycho 100 3. Erased 4. My Hero Academia 5. Kabaneri of the Iron Fortress 6. Re:Zero 7. Kiznaiver Également nommé(s) : Joker Game (ja) et Le Rakugo ou la vie                                   | 1. Izuku « Deku » Midoriya de My Hero Academia ‡ 2. Satoru Fujinuma de Erased 3. Mob de Mob Psycho 100 4. Mumei de Kabaneri of the Iron Fortress « Autre » choix le plus populaire : Josuke Higashikata de Diamond is Unbreakable |
| Méchant de l'année (en anglais : Villain of the Year) | Meilleur Garçon (en anglais : Best Boy) |
| 1. Gaku Yashiro de Erased ‡ 2. Yoshikage Kira de Diamond is Unbreakable 3. Tomura Shigaraki (en) de My Hero Academia 4. Biba de Kabaneri of the Iron Fortress « Autre » choix le plus populaire : Betelgeuse de Re:Zero | 1. Yuri Katsuki de Yuri on Ice ‡ 2. Arataka Reigen de Mob Psycho 100 3. Izuku « Deku » Midoriya de My Hero Academia 4. Yakumo Yurakutei de Le Rakugo ou la vie « Autre » choix le plus populaire : Josuke Higashikata de Diamond is Unbreakable |
| Meilleure Fille (en anglais : Best Girl) | Meilleure Scène d'action (en anglais : Best Fight Scene) |
| 1. Rem de Re:Zero ‡ 2. Ochako Uraraka de My Hero Academia 3. Nico Niiyama de Kiznaiver 4. Mumei de Kabaneri of the Iron Fortress « Autre » choix le plus populaire : Megumin de KonoSuba                                | 1. Shigeo contre Koyama du 8e épisode de Mob Psycho 100 ‡ 2. Deku contre Kacchan du 7e épisode de My Hero Academia 3. Mumei contre Kabane du 2e épisode de Kabaneri of the Iron Fortress 4. Altland contre Moss du 32e épisode de Mobile Suit Gundam: Iron-Blooded Orphans « Autre » choix le plus populaire : Naruto contre Sasuke de Naruto Shippuden |
| Meilleure Animation (en anglais : Best Animation) | Scène la plus Réconfortante (en anglais : Most Heartwarming Scene) |
| 1. Yuri on Ice ‡ 2. Mob Psycho 100 3. Kabaneri of the Iron Fortress 4. Flip Flappers « Autre » choix le plus populaire : Re:Zero                                                                                        | 1. « Le Baiser » du 7e épisode de Yuri on Ice ‡ 2. « Le Premier Repas fait maison de Kayo » du 9e épisode de Erased 3. « Kakeru et Suwa apprennent à se comprendre » du 4e épisode de Orange 4. « Makoto survole sa nouvelle maison » du 12e épisode de Flying Witch « Autre » choix le plus populaire : « La Confession de Rem » de Re:Zero            |
| Meilleur Drame (en anglais : Best Drama) | Meilleur Couple (en anglais : Best Couple) |
| 1. Erased ‡ 2. Kiznaiver 3. Le Rakugo ou la vie 4. Joker Game (ja) « Autre » choix le plus populaire : Orange | 1. Yuri & Victor de Yuri on Ice ‡ 2. Katsuhira & Sonozaki de Kiznaiver 3. Luluco & Nova de Space Patrol Luluco « Autre » choix le plus populaire : Subaru & Rem de Re:Zero |
| Meilleure Comédie (en anglais : Best Comedy) | Meilleure Action (en anglais : Best Action) |
| 1. Sakamoto, pour vous servir ! ‡ 2. KonoSuba 3. Keijo!!!!!!!! 4. Space Patrol Luluco « Autre » choix le plus populaire : Nanbaka                                                                                       | 1. Mob Psycho 100 ‡ 2. My Hero Academia 3. Drifters 4. Kabaneri of the Iron Fortress « Autre » choix le plus populaire : Diamond is Unbreakable |
| Meilleur Opening (en anglais : Best Opening) | Meilleur Ending (en anglais : Best Ending) |
| 1. Yuri on Ice ‡ 2. Mob Psycho 100 3. Kabaneri of the Iron Fortress 4. Le Rakugo ou la vie « Autre » choix le plus populaire : Erased                                                                                   | 1. Yuri on Ice ‡ 2. Mob Psycho 100 3. Kabaneri of the Iron Fortress 4. Space Patrol Luluco « Autre » choix le plus populaire : Re:Zero |

### 2018
Le vote a eu lieu de janvier à début février 2018 en trois phases distinctes,,,. Les lauréats ont été annoncés le 24 février 2018. Cette édition a subi plusieurs changements, dont six nominations pour toutes les catégories et l'ajout de nouvelles catégories. Les prix se sont également élargis au-delà des séries d'animation avec les catégories du « Meilleur film » et du « Manga de l'année » récompensant le meilleur film d'animation et la meilleure série de manga de l'année 2017. Ce sont au total 2,1 millions de votes qui ont été exprimées au cours de cette édition.
Les prix ont été décernés au cours d'un show en direct organisé par Crunchyroll et présenté par plusieurs personnes différentes d'une certaine renommée dans la communauté anime occidentale et anglophone dont de nombreux youtubers sur le thème des anime.
Les lauréats sont listés en premier, surlignés en gras, et indiqués avec un double obèle (‡).
| Édition de 2018, | Édition de 2018, |
| Animé de l'année (en anglais : Anime of the Year) | Animé de l'année (en anglais : Anime of the Year) |
| --- | --- |
| - Made in Abyss ‡ - Le Rakugo ou la vie (saison 2) - L'Ère des Cristaux - Little Witch Academia - March Comes in like a Lion (saison 2) - My Hero Academia (saison 2) | |
| Meilleure Fille (en anglais : Best Girl) | Meilleur Garçon (en anglais : Best Boy) |
| - Ochako Uraraka de My Hero Academia ‡ - Atsuko « Akko » Kagari de Little Witch Academia - Chise Hatori de The Ancient Magus Bride - Moriko Morioka (en) de Netojū no Susume - Serval (en) de Kemono Friends (en) - Tsuyu Asui (en) de My Hero Academia | - Shoto Todoroki de My Hero Academia ‡ - Fafnir de Miss Kobayashi's Dragon Maid - Izuku « Deku » Midoriya de My Hero Academia - Kazuma de Kono subarashii sekai ni shukufuku o! - Rei Kiriyama de March Comes in like a Lion - Yakumo Yurakutei de Le Rakugo ou la vie |
| Manga de l'année (en anglais : Best Manga) | Héros de l'année (en anglais : Best Hero) |
| - My Lesbian Experience With Loneliness (en) ‡ - Gloutons et Dragons - Le Rakugo ou la vie - Golden Kamui - Dans un recoin de ce monde - Le Mari de mon frère | - Izuku « Deku » Midoriya de My Hero Academia ‡ - Atsuko « Akko » Kagari de Little Witch Academia - Chise Hatori de The Ancient Magus Bride - Gin Minowa de Yūki Yūna wa yūsha de aru - Kukuri de Magical Circle Guru Guru - Nanachi de Made in Abyss |
| Méchant de l'année (en anglais : Best Villain) | Meilleure Action (en anglais : Best Action) |
| - Stain (en) de My Hero Academia ‡ - Bondrewd de Made in Abyss - Cartaphilus de The Ancient Magus Bride - Hiro Shishigami de Last Hero Inuyashiki - Tanya Degurechaff de Yōjo Senki: Saga of Tanya the Evil - Usagi de Jūni Taisen | - My Hero Academia (saison 2) ‡ - L'Attaque des Titans (saison 2) - Blood Blockade Battlefront & Beyond - Fate/Apocrypha - L'Ère des Cristaux - Mobile Suit Gundam: Iron-Blooded Orphans (saison 2) |
| Meilleur Drame (en anglais : Best Drama) | Meilleure Comédie (en anglais : Best Comedy) |
| - The Ancient Magus Bride ‡ - ACCA: 13-Territory Inspection Dept. (en) - Le Rakugo ou la vie - Made in Abyss - March Comes in like a Lion (saison 2) - Kuzu no honkai | - Miss Kobayashi's Dragon Maid ‡ - Gamers! - Kono subarashii sekai ni shukufuku o! (saison 2) - Little Witch Academia - Mr. Osomatsu (saison 2) - Tsuredure Children |
| Meilleure Tranche de vie (en anglais : Best Slice of Life) | Meilleure Série en cours (en anglais : Best Continuing Series) |
| - Girls' Last Tour ‡ - Interviews with Monster Girls - Kemono Friends - Netojū no Susume (en) - Sakura Quest - Tsuki ga Kirei | - March Comes in like a Lion ‡ - All Out!! - Détective Conan - Dragon Ball Super - Mobile Suit Gundam: Iron-Blooded Orphans (saison 2) - Naruto Shippuden |
| Meilleur Opening (en anglais : Best Opening) | Meilleur Ending (en anglais : Best Ending) |
| - « Peace Sign » (ピースサイン) de Kenshi Yonezu – My Hero Academia (saison 2) ‡ - « Here » de JUNNA (en) – The Ancient Magus Bride - « Imawa no Shinigami » (今際の死神) de Megumi Hayashibara – Le Rakugo ou la vie - « Shadow and Truth » de ONE III NOTES – ACCA: 13-Territory Inspection Dept. (en) - « Shinzou wo Sasageyo! » (心臓を捧げよう!) de Linked Horizon – L'Attaque des Titans (saison 2) - « The Other Side of the Wall » de Void_Chords feat.MARU – Princess Principal | - « Ishukan Communication » (イシュカン・コミュニケーション) de Chorogonzu (ちょろゴンず) – Miss Kobayashi's Dragon Maid ‡ - « behind » de Karin Isobe, Yuna Yoshino, et Lynn – Just Because! (en) - « Hikari, Hikari » (ひかり、ひかり) de Yūka Aisaka (en) – Netojū no Susume (en) - « Kafune » (カフネ) de Brian the Sun – March Comes in like a Lion (saison 2) - « Kirameku Hamabe » (煌めく浜辺) de Yuiko Ohara – L'Ère des Cristaux - « Step Up LOVE » (ステップアップLOVE) de DAOKO (en) x Yasuyuki Okamura (en) – Blood Blockade Battlefront & Beyond |
| Meilleure Animation (en anglais : Best Animation) | Meilleure Musique (en anglais : Best Score) |
| - My Hero Academia (saison 2) ‡ - A Silent Voice - L'Ère des Cristaux - Little Witch Academia - March Comes in like a Lion (saison 2) - Miss Kobayashi's Dragon Maid | - Made in Abyss ‡ - ACCA: 13-Territory Inspection Dept. (en) - L'Ère des Cristaux - Little Witch Academia - Re:Creators - The Ancient Magus Bride |
| Meilleur Film (en anglais : Best Film) | Meilleur C.G.I (en anglais : Best CGI) |
| - Your Name. ‡ - A Silent Voice - Fate/stay night: Heaven's Feel I. presage flower - Girls und Panzer der Film - Dans un recoin de ce monde - Kizumonogatari III: Reiketsu-hen | - L'Ère des Cristaux ‡ - L'Attaque des Titans (saison 2) - Last Hero Inuyashiki - KADO: The Right Answer - Knight's & Magic - Re:Creators |

### 2019
Annoncé en décembre 2018 avec la révélation des différents juges et catégories,, les votes ont eu lieu entre le 11 et le 18 janvier 2019,. Les lauréats ont été annoncés le 16 février 2019 avec un show en direct organisé par Crunchyroll sur Twitch,. Près de cinq millions de votes ont été enregistrés pour cette édition.
Les lauréats sont listés en premier, surlignés en gras, et indiqués avec un double obèle (‡).
| Édition de 2019, | Édition de 2019, |
| Meilleur Protagoniste (en anglais : Best Protagonist) | Meilleur Adversaire (en anglais : Best Antagonist) |
| --- | --- |
| - Limule Tempest de Moi, quand je me réincarne en Slime ‡ - Retsuko d'Aggretsuko - Yumeko Jabami de Gambling School - Joe de Megalo Box - Violet Evergarden de Violet Evergarden - Sakuta Azusagawa de Rascal Does Not Dream of Bunny Girl Senpai | - All For One de My Hero Academia ‡ - Yuri de Megalo Box - Ryō Asuka de Devilman Crybaby - Momonga d'Overlord - Tokushirō Tsurumi de Golden Kamui - Akane Shinjo de SSSS.Gridman |
| Meilleure Fille (en anglais : Best Girl) | Meilleur Garçon (en anglais : Best Boy) |
| - Mai Sakurajima‡ de Rascal Does Not Dream of Bunny Girl Senpai ‡ - Nadeshiko Kagamihara de Yuru Camp△ – Au grand air - Ashirpa de Golden Kamui - Hinata Miyake de A Place Further than the Universe (en) - Anzu de Hinamatsuri - Lily Hoshikawa de Zombie Land Saga | - Izuku « Deku » Midoriya de My Hero Academia ‡ - Honda-san (en) de Skull-face Bookseller Honda-san (en) - Haida d'Aggretsuko - Joe de Megalo Box - Sakuta Azusagawa de Rascal Does Not Dream of Bunny Girl Senpai - Kōtarō Tatsumi de Zombie Land Saga |
| Meilleur Opening (en anglais : Best Opening Sequence) | Meilleur Ending (en anglais : Best Ending Sequence) |
| - « KISS OF DEATH (en) » par Mika Nakashima x Hyde — DARLING in the FRANXX ‡ - « Fighting Gold » par Coda — JoJo's Bizzare Adventure: Golden Wind - « Deal with the Devil » par Tia — Gambling School - « Aggretsuko Theme » par Miura Jam — Aggretsuko - « POP TEAM EPIC » par Sumire Uesaka — Pop Team Epic - « Fiction » (フィクション) par sumika (en) — Wotakoi: Love is Hard for Otaku (Otaku Otaku) | - « Akatsuki no Requiem » (暁の鎮魂歌) par Linked Horizon — L'Attaque des Titans (saison 3) ‡ - « Star Overhead » par the pillows — FLCL Alternative - « Fly Me to the Star » par Starlight Kukugumi — Shōjo☆Kageki Revue Starlight - « Ref:rain » par Aimer — After the Rain (Après la pluie) - « Spiky Seeds » par the pillows — FLCL Progressive - « Kakatte koi yo » (かかってこいよ) par NakamuraEmi — Megalo Box |
| Meilleur Seiyū (en anglais : Best VA Performance (JP)) | Meilleur Doublage anglais (en anglais : Best VA Performance (EN)) |
| - Mamoru Miyano en tant que Kōtarō Tatsumi de Zombie Land Saga ‡ - Rareko en tant que Retsuko d'Aggretsuko - Megumi Han en tant que Miki Makimura de Devilman Crybaby - Reina Ueda en tant que Akane Shinjo de SSSS.Gridman - Sōma Saitō en tant que Honda-san (en) de Skull-face Bookseller Honda-san (en) - Nao Tōyama en tant que Rin Shima de Yuru Camp△ – Au grand air                                | - Christopher Sabat en tant que All Might de My Hero Academia ‡ - Kari Wahlgren en tant que Haruko Haruhara de FLCL Progressive - Erica Mendez (en) en tant que Retsuko d'Aggretsuko - David Wald (en) en tant que Narrateur de Mr. Tonegawa: Middle Management Blues (en) - Tia Ballard (en) en tant que Zero Two de DARLING in the FRANXX - Erika Harlacher (en) en tant que Violet Evergarden de Violet Evergarden  |
| Meilleur Réalisateur (en anglais : Best Director) | Meilleure Animation (en anglais : Best Animation) |
| - Masaaki Yuasa pour Devilman Crybaby ‡ - Atsuko Ishizuka pour A Place Further than the Universe (en) - Taichi Ishidate pour Violet Evergarden - Yōhei Suzuki pour Planet With (en) - Yō Moriyama pour Megalo Box - Hiroko Utsumi pour Banana Fish | - Violet Evergarden par Kyoto Animation ‡ - My Hero Academia (saison 3) par BONES - Devilman Crybaby par Science SARU - Yagate kimi ni naru par TROYCA - Megalo Box par TMS Entertainment et 3xCube - A Place Further than the Universe (en) par MADHOUSE |
| Meilleur Film (en anglais : Best Film) | Meilleure Character Design (en anglais : Best Character Design) |
| - My Hero Academia: Two Heroes ‡ - Fireworks - Liz et l'Oiseau Bleu - Mazinger Z Infinity - Miraï, ma petite sœur - Night Is Short, Walk On Girl | - JoJo's Bizarre Adventure: Golden Wind — Designs de Takahiro Kashida basés sur les designs originaux de Hirohiko Araki ‡ - Aggretsuko — Designs originaux de Sanrio - Violet Evergarden — Designs d'Akiko Takase - Megalo Box — Designs de Hiroshi Shimizu - Devilman Crybaby — Designs de Kiyotaka Oshiyama basés sur les designs originaux de Gō Nagai - Zombie Land Saga — Designs de Kasumi Fukagawa              |
| Animé de l'année (en anglais : Anime of the Year) | |
| - Devilman Crybaby ‡ - Violet Evergarden - A Place Further than the Universe (en) - Megalo Box - Zombie Land Saga - Hinamatsuri | |
| Meilleure Scène de Combat (en anglais : Best Fight Scene) | Meilleure Série en cours (en anglais : Best Continuing Series) |
| - All for One vs. All Might de My Hero Academia (saison 3) ‡ - Jiren vs. Goku de Dragon Ball Super - Hina vs. Anzu de Hinamatsuri - Satan vs. Devilman de Devilman Crybaby - Yami vs. Licht de Black Clover - Naruto & Sasuke vs. Momoshiki de Boruto: Naruto Next Generations | - Dragon Ball Super ‡ - The Ancient Magus Bride - Black Clover - March Comes in like a Lion - One Piece - Boruto: Naruto Next Generations |

### 2020
Annoncé en décembre 2019 avec la révélation des différents juges et des onze premières catégories, les votes ont débuté à partir du 10 janvier 2020 et dont l'annonce des lauréats s'est également faite avec un show en direct le 15 février 2020. Plus de 11 millions de votes ont été enregistrés pour cette édition.
L'ensemble des catégories et des nommés ont été révélés juste avant le début des votes en janvier 2020. Les nommés ont été sélectionnés par le jury de Crunchyroll qui est composé de 36 personnes, dont plus de la moitié vient en dehors des États-Unis et sont des « expert[s] dans [leur] domaine, sélectionné[s] un à un en fonction de [leur] notoriété, de [leurs] compétences et de [leur] sérieux » ; les votes des juges sont pondérés seront pondérés de 70/30 avec les votes du public pour décider de l'éventuel lauréat de chaque catégorie.
Les lauréats sont listés en premier, surlignés en gras, et indiqués avec un double obèle (‡).
| Édition de 2020, | Édition de 2020, |
| Animé de l'année | Meilleur Protagoniste |
| --- | --- |
| - Demon Slayer: Kimetsu no Yaiba ‡ - Carole & Tuesday - Mob Psycho 100 II - Araburu kisetsu no otome-domo yo. - The Promised Neverland - Vinland Saga | - Senku de Dr. Stone ‡ - Emma de The Promised Neverland - Hyakkimaru de Dororo - Saitama de One Punch Man (saison 2) - Tanjiro Kamado de Demon Slayer: Kimetsu no Yaiba - Tohru Honda de Fruits Basket |
| Meilleur Adversaire | Meilleur Garçon |
| - Isabella de The Promised Neverland ‡ - Ai Magase de Babylon - Angela de Carole & Tuesday - Askeladd de Vinland Saga - Garou de One Punch Man (saison 2) - Overhaul de My Hero Academia (saison 4) | - Tanjiro Kamado de Demon Slayer: Kimetsu no Yaiba ‡ - Bruno Bucciarati de JoJo's Bizarre Adventure: Golden Wind - Hyakkimaru de Dororo - Kanata Hoshijima de Astra - Lost in Space - Naruzo Machio de Dumbbell nan-Kilo moteru? - Shigeo "Mob" Kageyama de Mob Psycho 100 II |
| Meilleure Fille | Meilleur Réalisateur |
| - Raphtalia de The Rising of the Shield Hero ‡ - Carole de Carole & Tuesday - Chika Fujiwara de Kaguya-sama: Love is War - Emma de The Promised Neverland - Kohaku de Dr. Stone - Nezuko Kamado de Demon Slayer: Kimetsu no Yaiba | - Tetsurō Araki – L'Attaque des Titans (saison 3) ‡ - Kiyotaka Suzuki – Babylon - Shin'ichirō Watanabe & Motonobu Hori – Carole & Tuesday - Yuzuru Tachikawa – Mob Psycho 100 II - Kunihiko Ikuhara – Sarazanmai - Shūhei Yabuta – Vinland Saga |
| Meilleure Animation | Meilleur Character Design |
| - Mob Psycho 100 II ‡ - L'Attaque des Titans (saison 3) - Demon Slayer: Kimetsu no Yaiba - Fate/Grand Order Absolute Demonic Front: Babylonia - Sarazanmai - Vinland Saga | - Dororo — Designs de Satoshi Iwataki basés sur les designs originaux de Hiroyuki Asada ‡ - Carole & Tuesday — Designs de Tsunenori Saito basés sur les designs originaux de Eisaku Kubonouchi - Dr. Stone — Designs de Yuko Iwasa - Kaguya-sama: Love is War — Designs de Yuko Yahiro basés sur les designs originaux d'Aka Akasaka - Sarazanmai — Designs de Kayoko Ishikawa basés sur les designs originaux de Miggy - Vinland Saga — Designs de Takahiko Abiru basés sur les designs originaux de Makoto Yukimura |
| Meilleur Bande originale | Meilleure Scène de combat |
| - Carole & Tuesday – Mocky ‡ - L'Attaque des Titans (saison 3) — Hiroyuki Sawano - Demon Slayer: Kimetsu no Yaiba – Go Shiina & Yuki Kajiura - Dr. Stone – Tatsuya Kato, Hiroaki Tsutsumi, & Yuki Kanesaka - JoJo's Bizarre Adventure: Golden Wind – Yugo Kanno - The Rising of the Shield Hero – Kevin Penkin                                                                                             | - Tanjiro & Nezuko vs. Rui – Demon Slayer: Kimetsu no Yaiba ‡ - Emperor Crimson vs. Metallic – JoJo's Bizarre Adventure: Golden Wind - Levi vs. Titan Bestial – L'Attaque des Titans (saison 3) - Mob vs. Toichiro – Mob Psycho 100 II - Thorfinn vs. Thorkell – Vinland Saga - Ushiwakamaru vs. Tiamat – Fate/Grand Order Absolute Demonic Front: Babylonia |
| Meilleur Couple | Meilleur Seiyū |
| - Kaguya Shinomiya & Miyuki Shirogane de Kaguya-sama: Love is War ‡ - Baki Hanma & Kozue Matsumoto de Baki - Mafuyu Sato & Ritsuka Uenoyama de given - Reo & Mabu de Sarazanmai - Rika Zonazaki & Shun Amagi de Araburu kisetsu no otome-domo yo. - Ymir & Historia de L'Attaque des Titans (saison 3) | - Yūichi Nakamura en tant que Bruno Bucciarati de JoJo's Bizarre Adventure: Golden Wind ‡ - Mamoru Miyano en tant que Reo Niiboshi de Sarazanmai - Saori Hayami en tant que Shinobu Kochou de Demon Slayer: Kimetsu no Yaiba - Satsuki Yukino en tant qu'Ai Magase de Babylon - Yūko Kaida en tant qu'Isabella de The Promised Neverland - Yūsuke Kobayashi en tant que Senku de Dr. Stone |
| Meilleur Doublage anglais | Meilleure Comédie |
| - Billy Kametz en tant que Naofumi de The Rising of the Shield Hero ‡ - Kyle McCarley en tant que Shigeo "Mob" Kageyama de Mob Psycho 100 II - Laura Bailey en tant que Tohru Honda de Fruits Basket - Erica Mendez en tant que Retsuko de Aggretsuko (saison 2) - Faye Mata en tant qu'Aqua de Kono subarashii sekai ni shukufuku o! - Casey Mongillo en tant que Shinji Ikari de Neon Genesis Evangelion | - Kaguya-sama: Love is War ‡ - Aggretsuko (saison 2) - Dumbbell nan-Kilo moteru? - Isekai Quartet - My Roommate Is a Cat (en) - Sarazanmai |
| Meilleur Fantasy | Meilleur Drame |
| - The Promised Neverland ‡ - Honzuki no gekokujō - Astra - Lost in Space - L'Attaque des Titans (saison 3) - Demon Slayer: Kimetsu no Yaiba - Sarazanmai | - Vinland Saga ‡ - Babylon - Carole & Tuesday - Fruits Basket - Stars Align - The Promised Neverland |
| Meilleur Opening | Meilleur Ending |
| - « 99.9 » par MOB CHOIR feat. sajou no hana – Mob Psycho 100 II ‡ - « Kiss Me » par Nai Br.XX & Celeina Ann – Carole & Tuesday - « Kawaki wo Ameku » (カワキヲアメク) par Minami – Domestic Girlfriend - Love X Dilemma - « Inferno » (インフェルノ) par Mrs. GREEN APPLE – Fire Force - « Touch Off » par UVERworld – The Promised Neverland - « MUKANJYO » par Survive Said The Prophet – Vinland Saga  | - « Chikatto Chika Chikaa♡ » (チカっとチカ千花っ♡) par Konami Kohara – Kaguya-sama: Love is War ‡ - « Hold Me Now » par Nai Br.XX & Celeina Ann – Carole & Tuesday - « Sayonara Gokko » (さよならごっこ) par amazarashi – Dororo - « veil » par Keina Suda – Fire Force - « Stand by Me » par the peggies – Sarazanmai - « Torches » par Aimer – Vinland Saga |

En décembre 2019, la société Crunchyroll devient actionnaire majoritaire du groupe VIZ Media Europe9,10. Elle renomme ainsi le groupe européen en Crunchyroll SAS et fait d'ADN] l'une de ses marques en 2020.

### 2021
La 5e édition récomposant les séries de 2020 est annoncé en décembre 2020, Crunchyroll révélant les différents juges et les dix-huit catégories, identiques à la précédente édition ; la plateforme indiquant aussi qu’une augmentation du nombre de juges, avec plus de cinquante personnes représentant des dizaines de pays. Les votes se sont déroulés du 15 au 22 janvier 2021 ; plus de 15 millions de votes ont été enregistrés pour cette édition, principalement des États-Unis, du Brésil, et du Mexique.
La cérémonie de remise des prix a été diffusée en direct le 19 février 2021 sous la forme d'un événement numérique ; elle était animée par Tim Lyu avec Crunchyroll-Hime, la mascotte officielle de Crunchyroll.
Les lauréats sont listés en premier, surlignés en gras, et indiqués avec un double obèle (‡).
| Édition de 2021, | Édition de 2021, |
| Animé de l'année | Meilleur Protagoniste |
| --- | --- |
| - Jujutsu Kaisen ‡ - Keep Your Hands Off Eizouken! - Dorohedoro - Great Pretender - Appare-Ranman! - Beastars | - Catarina Claes de My Next Life as a Villainess: All Routes Lead to Doom! ‡ - Natsume de Deca-Dence - Yūji Itadori de Jujutsu Kaisen - Anos Voldigoad de The Misfit of Demon King Academy - Shoyo Hinata de Haikyū!! To The Top - Midori Asakusa de Keep Your Hands Off Eizouken! |
| Meilleur Antagoniste | Meilleur Garçon |
| - Ryōmen Sukuna de Jujutsu Kaisen ‡ - En de Dorohedoro - Rachel de Tower of God - Akito Soma de Fruits Basket (saison 2) - Echidna de Re:ZERO -Starting Life in Another World- (saison 2) - Overhaul de My Hero Academia (saison 4) | - Shoyô Hinata de Haikyū!! To The Top ‡ - Caiman de Dorohedoro - Satoru Gojō de Jujutsu Kaisen - Khun Aguero Agnes de Tower of God - Legoshi de Beastars - Anos Voldigoad de The Misfit of Demon King Academy |
| Meilleure Fille | Meilleur Réalisateur |
| - Kaguya Shinomiya de Kaguya-sama: Love is War? (saison 2) ‡ - Sayaka Kanamori de Keep Your Hands Off Eizouken! - Chizuru Mizuhara de Rent-A-Girlfriend - Noi de Dorohedoro - Catarina Claes de My Next Life as a Villainess: All Routes Lead to Doom! - Abigail Jones de Great Pretender | - Masaaki Yuasa pour Keep Your Hands Off Eizouken! ‡ - Yuzuru Tachikawa pour Deca-Dence - Sunghoo Park pour Jujutsu Kaisen - Hiro Kaburagi pour Great Pretender - Mamoru Hatakeyama pour Kaguya-sama: Love is War? (saison 2) - Takashi Sano pour Tower of God |
| Meilleure Animation | Meilleur Character Design |
| - Keep Your Hands Off Eizouken! ‡ - The God of High School - Great Pretender - Jujutsu Kaisen - Princess Connect! Re:Dive (ja) - Beastars | - Toilet-Bound Hanako-kun - Designs de Mayuka Itō basés sur les designs originaux de Iro Aida ‡ - Keep Your Hands Off Eizouken! - Designs de Naoyuki Asano basés sur les designs originaux de Sumito Owara - Great Pretender - Designs de Yoshiyuki Sadamoto et Hirotaka Katô - BNA: Brand New Animal - Designs de Genice Chan et Yūsuke Yoshigaki - Tower of God - Designs de Masashi Kudō et Miho Tanino basés sur les designs originaux de S.I.U. - Yashahime: Princess Half-Demon (en) - Designs de Rumiko Takahashi et Yoshihito Hishinuma |
| Meilleur Bande originale | Meilleure Scène de combat |
| - Tower of God – Kevin Penkin ‡ - Great Pretender – Yutaka Yamada - Beastars – Satoru Kousaki - Keep Your Hands Off Eizouken! – OORUTAICHI - The God of High School – Alisa Okehazama - Japan Sinks 2020 – kensuke ushio | - Deku vs. Overhaul - My Hero Academia (saison 4) ‡ - Satoru Gojô vs. Ryômen Sukuna - Jujutsu Kaisen - Jin Mori vs. Jegai Taek - The God of High School - Bercouli vs. Emperor Vector - Sword Art Online Alicization: War of the Underworld Part 2 - Jin Mori vs. Han Daewi - The God of High School - Brawler vs. Master - Akudama Drive |
| Meilleur Couple | Meilleur Seiyū |
| - Nasa Yuzaki & Tsukasa Yuzaki - TONIKAWA: Over the Moon For You ‡ - Kaguya Shinomiya & Miyuki Shirogane - Kaguya-sama: Love is War? (saison 2) - Legoshi & Haru - Beastars - Kotoko Iwanaga & Kuro Sakuragawa - In/Spectre - Catarina Claes & Maria Campbell - My Next Life as a Villainess: All Routes Lead to Doom! - Chizuru Mizuhara & Kazuya Kinoshita - Rent-A-Girlfriend                                               | - Yusuke Kobayashi en tant que Natsuki Subaru de Re:ZERO -Starting Life in Another World- (saison 2) ‡ - Riho Sugiyama en tant que Minare Koda de Born to Be On Air! - Megumi Ogata en tant que Hanako de Toilet-Bound Hanako-kun - Yuichi Nakamura en tant que Satoru Gojō de Jujutsu Kaisen - Mutsumi Tamura en tant que Sayaka Kanamori de Keep Your Hands Off Eizouken! - Yûsuke Ônuki en tant que Daisuke Kanbe de The Millionaire Detective - Balance: Unlimited                                                                          |
| Meilleur Doublage anglais | Meilleure Comédie |
| - Zeno Robinson en tant que Hawks de My Hero Academia (saison 4) ‡ - Crispin Freeman en tant que Ziusudra de Fate/Grand Order Absolute Demonic Front: Babylonia - Aaron Phillips en tant que Laurent Thierry de Great Pretender - Johnny Yong Bosch en tant que Bam de Tower of God - Jonah Scott en tant que Legoshi de Beastars - Anairis Quiñones en tant qu'Echidna de Re:ZERO -Starting Life in Another World- (saison 2) | - Kaguya-sama: Love is War? (saison 2) ‡ - Kakushigoto - Keep Your Hands Off Eizouken! - My Next Life as a Villainess: All Routes Lead to Doom! - Maōjō de oyasumi (ja) |
| Meilleur Fantasy | Meilleur Drame |
| - Re:ZERO -Starting Life in Another World- (saison 2) ‡ - Ascendance of a Bookworm: Partie 2 - Deca-Dence - Dorohedoro - Dragon Quest : La Quête de Daï - Tower of God | - Fruits Basket (saison 2) ‡ - Great Pretender - Japan Sinks 2020 - Sing « Yesterday » for Me - Beastars - Somali et l'esprit de la forêt (en) |
| Meilleur Opening | Meilleur Ending |
| - « Wild Side » par ALI – Beastars ‡ - « Easy Breezy » par chelmico – Keep Your Hands Off Eizouken! - « Kaikai Kitan » (廻廻奇譚) par EVE – Jujutsu Kaisen - « G.P. » par Yutaka Yamada (ja) – Great Pretender - « Daddy Daddy Do! » par Masayuki Suzuki – Kaguya-sama: Love is War? (saison 2) - « Phoenix » par BURNOUT SYNDROMES – Haikyū!! To The Top                                                                      | - « Lost in Paradise » par ALI feat. AKLO – Jujutsu Kaisen ‡ - « The Great Pretender » par Freddie Mercury – Great Pretender - « Night Running » par Shin Sakura feat. AAAMYYY (ja) – BNA: Brand New Animal - « D.D.D.D » par (K)NoW_NAME (ja) – Dorohedoro - « Welcome My Friend » par OKAMOTO'S – The Millionaire Detective - Balance: Unlimited - « Last Dance » par Mamoru Miyano – In/Spectre |